# Linear Algebra and its Applications
Linear Algebra and its Applications is een internationaal, aan collegiale toetsing onderworpen wetenschappelijk tijdschrift op het gebied van de lineaire algebra.
De naam wordt in literatuurverwijzingen meestal afgekort tot Lin. Algebra Appl. Het tijdschrift wordt uitgegeven door Elsevier en verschijnt wekelijks.
Het eerste nummer verscheen in 1968.